# Vahrenwald-List
Vahrenwald-List ([faːʁənvalt.lɪst] ) ist der 2. Stadtbezirk in der niedersächsischen Landeshauptstadt Hannover. Er ist mit 72.199 Einwohnern (37.346 Frauen und 34.853 Männern) der bevölkerungsreichste Bezirk der Stadt und besteht aus den Stadtteilen Vahrenwald (25.388 Einwohner) und List (46.811 Einwohner) (Stand 31. Dezember 2022)

## List
Die List wird im Norden begrenzt durch den Mittellandkanal, im Osten erstreckt sie sich bis zur Straße Eulenkamp, im Südosten bis zur Eilenriede, im Süden bis zur Wedekindstraße, Celler Straße und Hamburger Allee und im Westen bis zur Raiffeisenstraße, Isernhagener Straße, Linsingenstraße und Gradestraße.

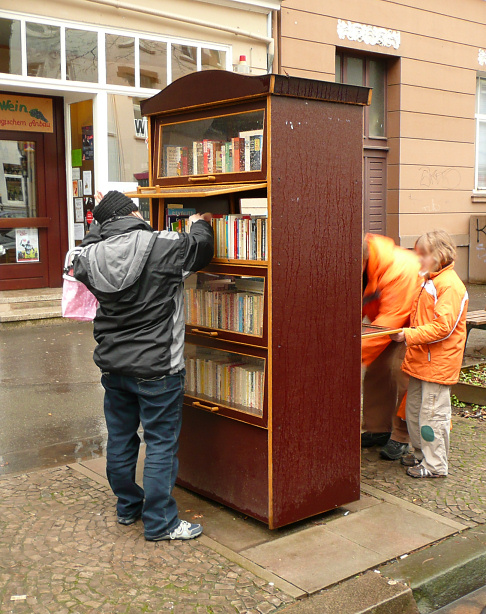
Öffentlicher Bücherschrank unweit der Lister Meile

Die teilweise vierstreifige Podbielskistraße führt als Ausfallstraße aus dem Stadtzentrum in Richtung Nordosten. Der Stadtteil ist von Bürgerhäusern aus der Gründerzeit mit teilweise aufwendigen Ornamenten an Fassaden und Balkonen sowie gartenarchitektonischen Arrangements aus Grün- und Mehrzweckflächen des späten 19. Jahrhunderts geprägt. Größere Grünflächen des Stadtteils sind der Welfenplatz und angrenzend der zum Stadtteil Zoo gehörende Stadtwald Eilenriede.
Durch den Stadtteil verläuft der nördliche Teil der Lister Meile, die in den 1970er Jahren als Einkaufsstraße eingerichtet wurde und hier eine Fußgängerzone ist. Die 1,08 km lange Bödekerstraße als eine der verkehrsreichsten Straßen der Oststadt verbindet den Stadtteil mit der List.
Im Jahre 2004 feierte die List ihr 700-jähriges Bestehen. Das älteste noch vorhandene Fachwerkhaus ist eine frühere Einsiedlerkate in der Waldstraße. Durch die wachsende Attraktivität großer und aufwändig gestalteter Altbauwohnungen hat sich die Sozialstruktur des Stadtteils verändert.
Weitere Orte und Einrichtungen mit dem Zusatz List sind:
- Lister Turm (Stadtteilzentrum, liegt im Stadtteil Zoo)
- Lister Platz (Verkehrsknotenpunkt und U-Bahn-Station)
- Lister Bad (Freibad, liegt im Stadtteil Vahrenheide)
- IGS List (Integrierte Gesamtschule)

Über die Grenzen Hannovers hinaus bekannt ist der Sportverein Germania List und die Kanu-Gemeinschaft List.
Das Pelikanviertel befindet sich an der Podbielskistraße zwischen dem Stadtwald Eilenriede und dem Mittellandkanal.

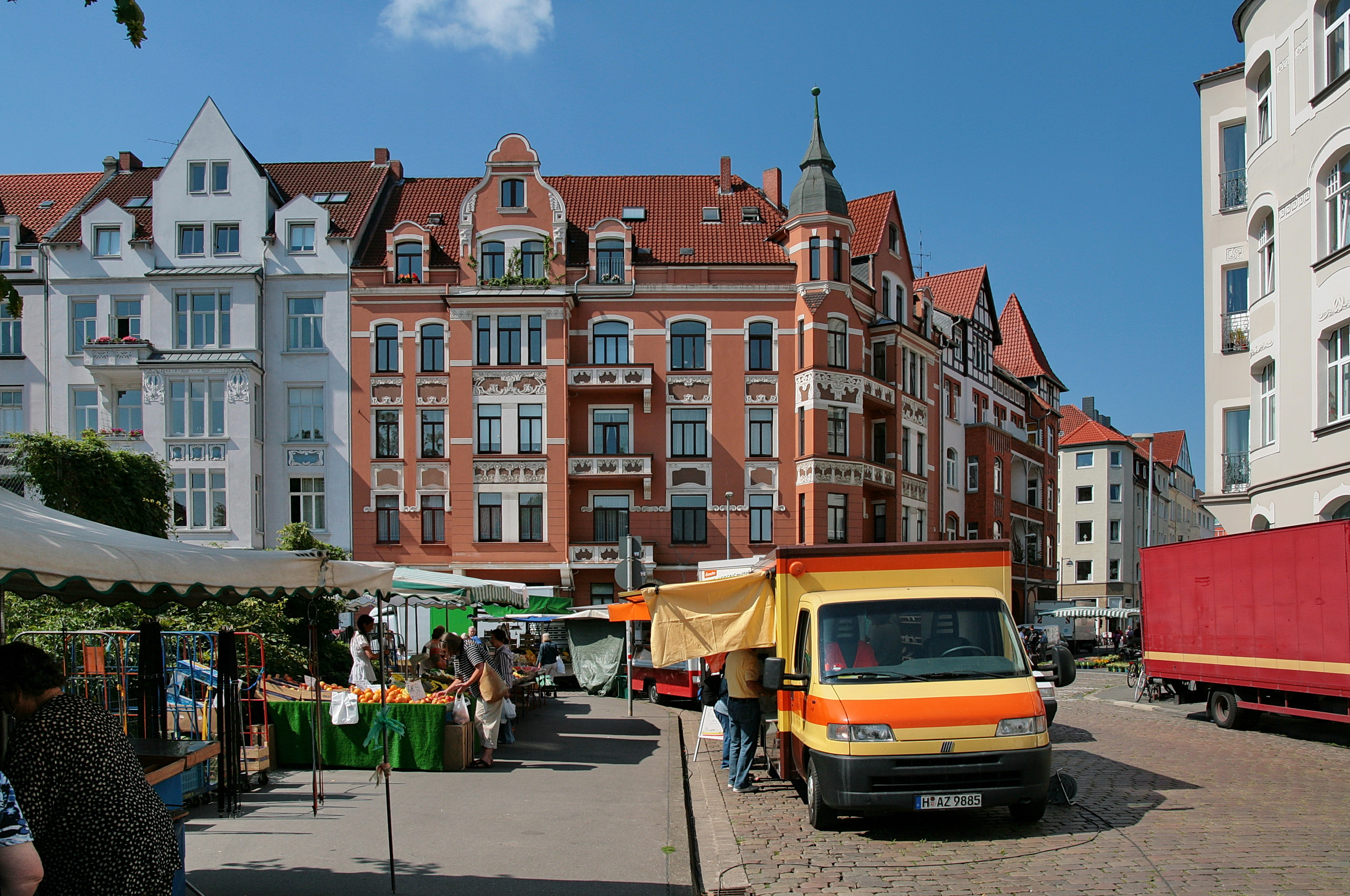
Wochenmarkt am Moltkeplatz
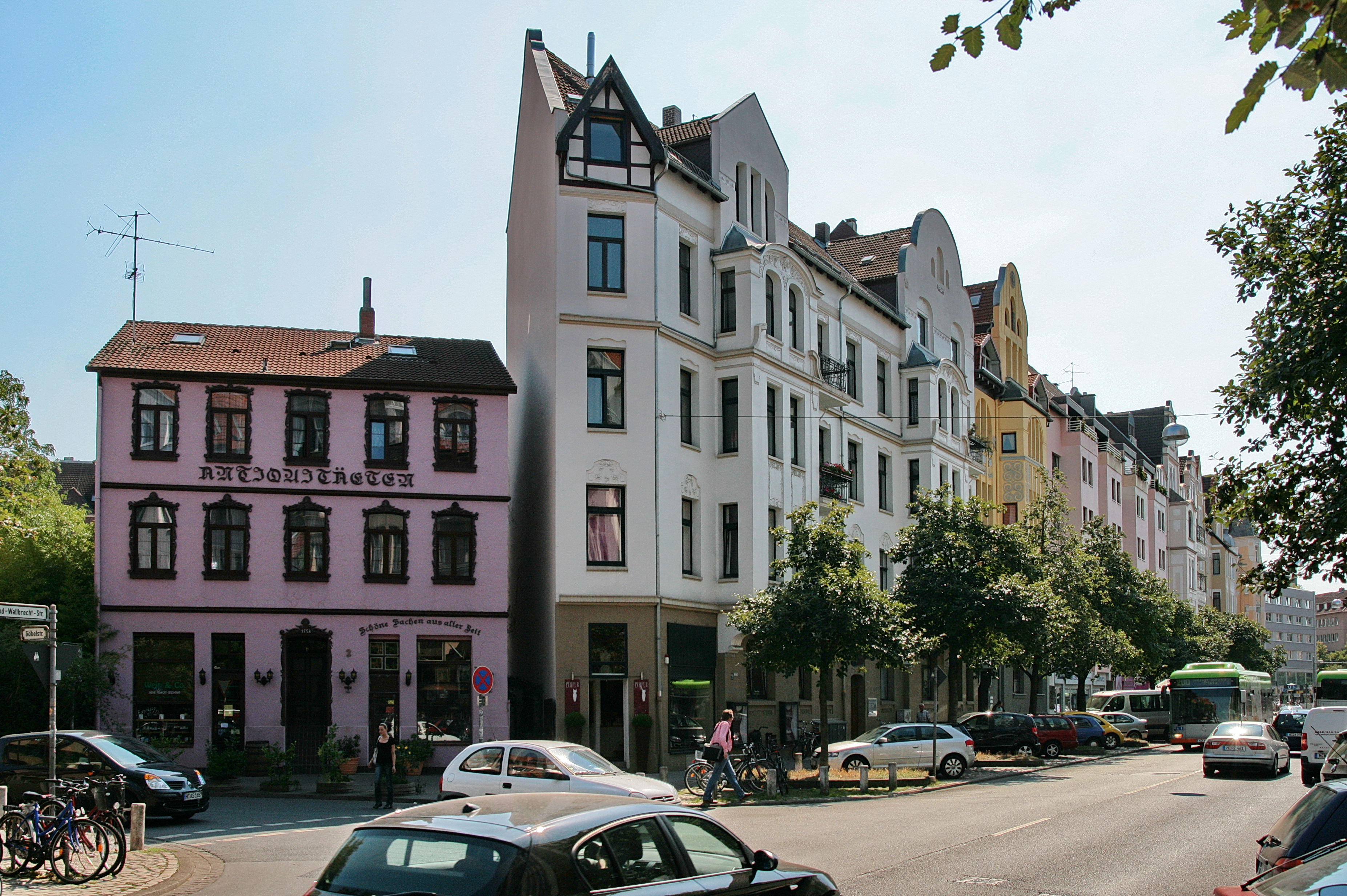
Ferdinand-Wallbrecht-Straße
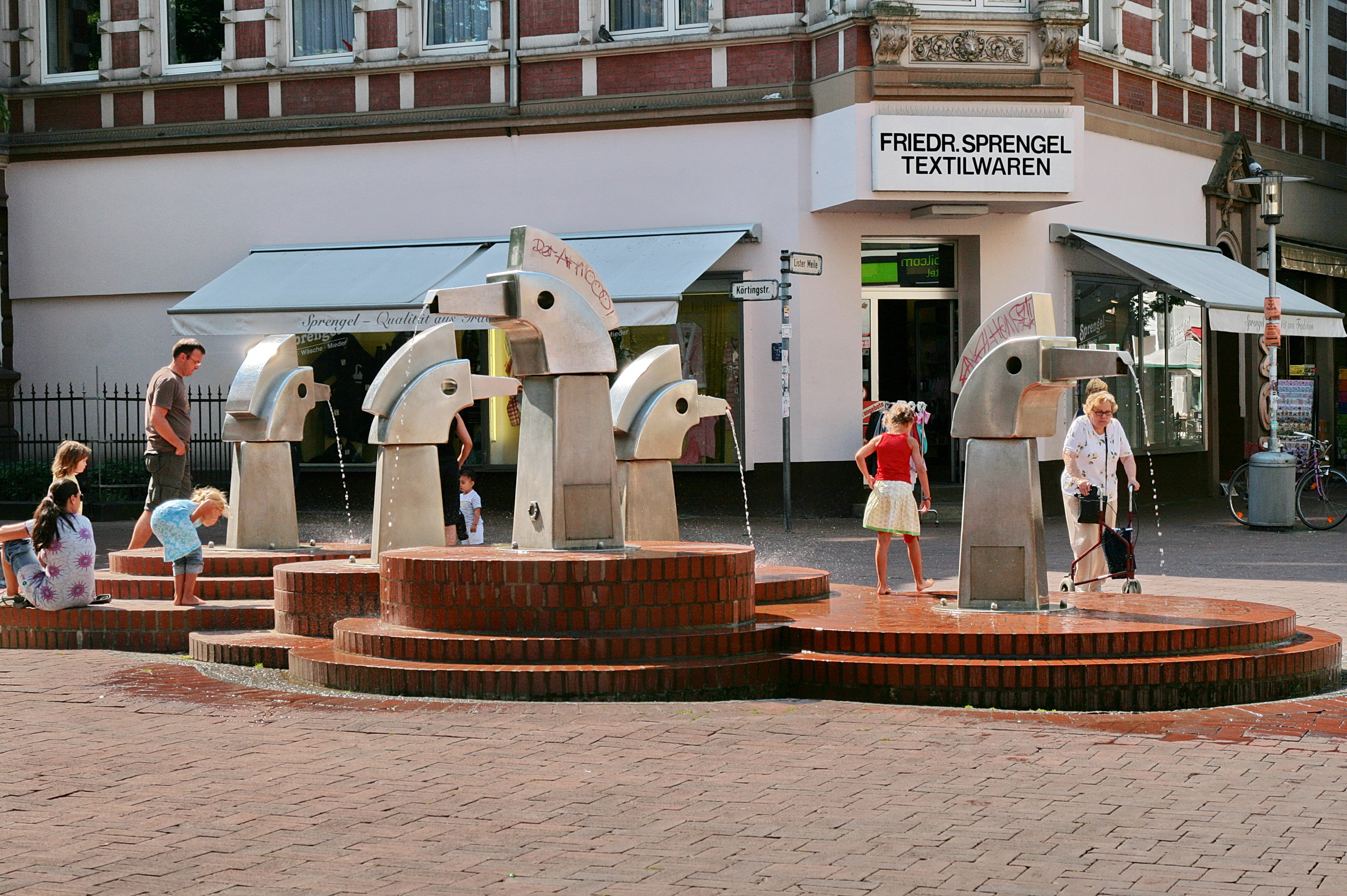
Pferdebrunnen
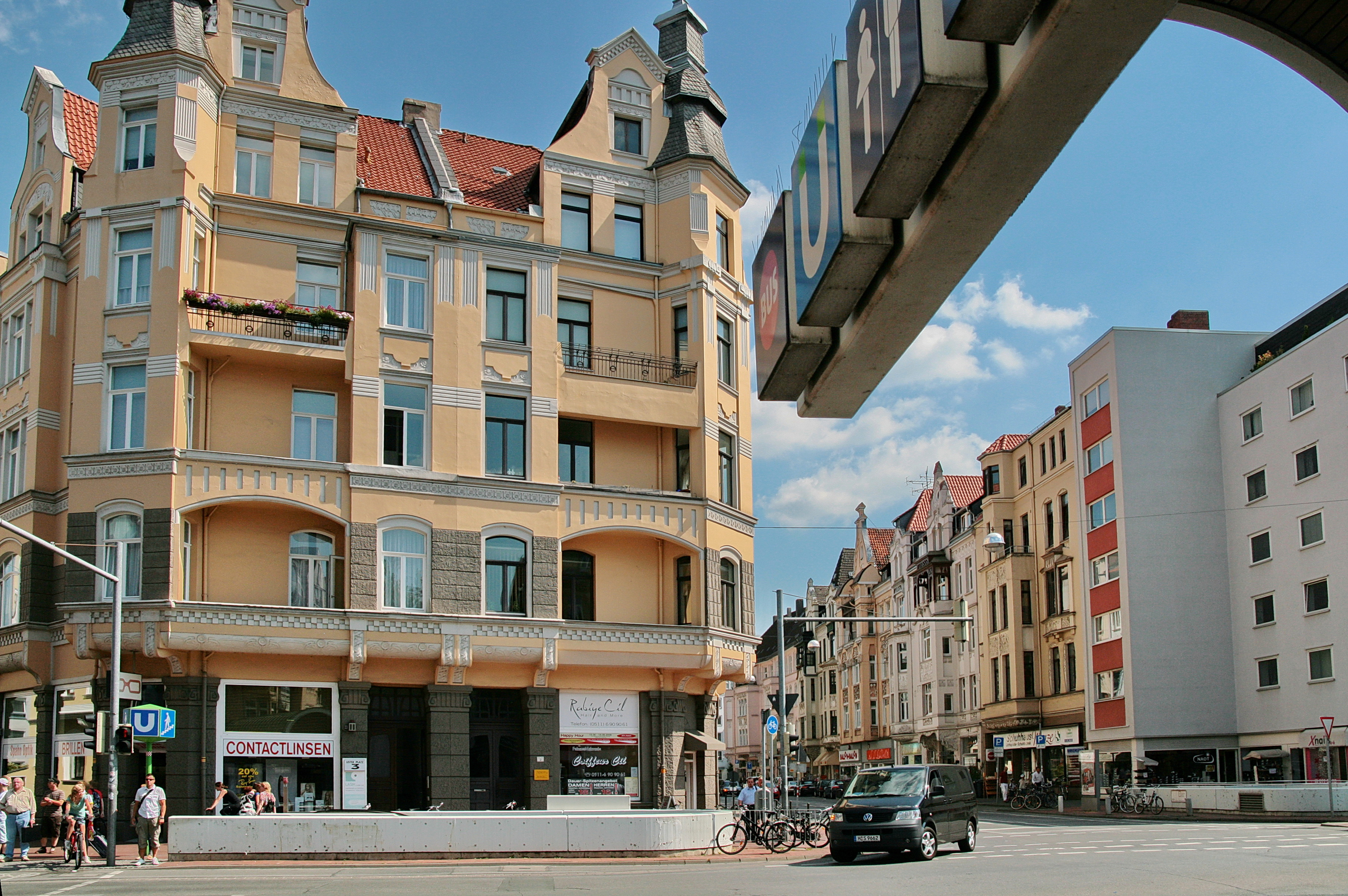
Podbielskistraße am Lister Platz
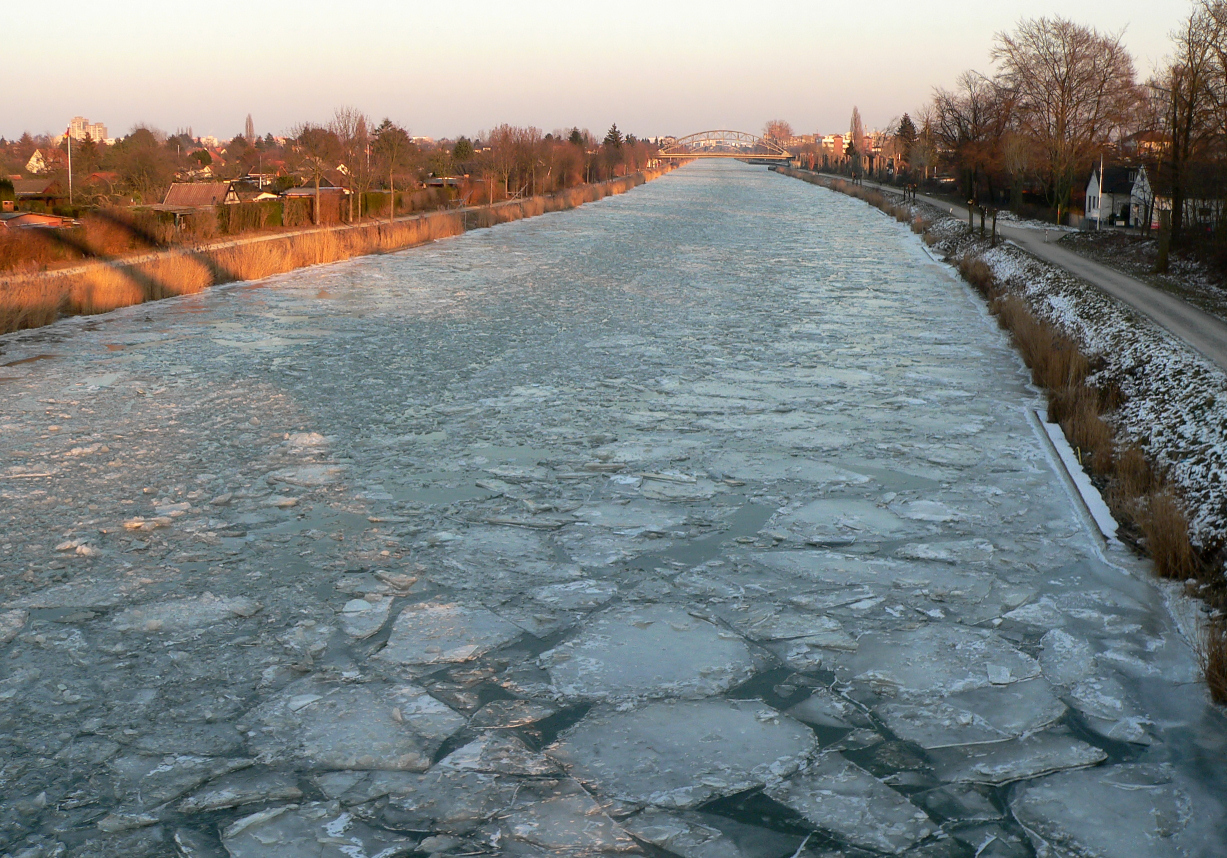
Zugefrorener Mittellandkanal in der List

### Geschichte

Karte des Dorfes List 1771 an der Eilenriede

Der Welfenplatz um 1900

Der heutige Stadtteil List war ein bereits im Mittelalter bestehendes Bauerndorf. Das Dorf List wurde 1304 erstmals urkundlich erwähnt, als Herzog Otto der Strenge zu Braunschweig und Lüneburg 12 Morgen Ackerland einem Stift in Hannover schenkte. Die anfänglich 4 Gehöfte des Dorfes List lagen nahe dem damals noch unbedeutenden Hannover. Später entstand die Siedlung List als Haufendorf auf einer Fläche von 500 × 500 m zwischen der heutigen Höfe-, Wöhler-, Wald- und Liebigstraße. Der Ortsname List beruht vermutlich auf seiner Lage nahe dem heutigen hannoverschen Stadtwald Eilenriede. Früher stand im norddeutschen Raum der Begriff List für einen Ort am Waldrand.
Da die Bodengüte nicht hoch war, herrschten im Dorf List eher ärmliche Verhältnisse vor. Einzelne frühere Bauernhäuser sind noch heute vorhanden. 1689 hatte das Dorf List 180 Bewohner. Bei der Kurhannoverschen Landesaufnahme, einer Landvermessung von 1780, gab es 26 Hofstellen unterschiedlicher Größe.
Um 1860 begann die städtische Besiedlung mit dem Bau der Kasernen um den Welfenplatz.
Ende des 19. Jahrhunderts rückte Hannover mit seiner Wohnbebauung und neuen Fabriken immer näher an das Dorf heran. Durch Grundstücksverkäufe gelangten einige Bauernfamilien (z. B. Kollenrodt und Kokemüller) zu Wohlstand und errichteten Villen.
Um die Jahrhundertwende siedelten sich bedeutende Unternehmen im Gebiet des heutigen Stadtteils List an, welches damals teilweise noch zu Klein-Buchholz gehörte:
- Keksfabrik Bahlsen
- Chemische Fabrik de Haën
- Schallplattenfabrik Deutsche Grammophon
- Schreibgerätewerk Pelikan
- Schreibgerätewerk Geha
- 1872 wurde von Hermann Wohlenberg eine mechanische Werkstatt zur Herstellung von Werkzeugmaschinen gegründet.
- Die Zigarettenfabrik Constantin entstand 1888, wurde 1928 von Reemtsma übernommen und produzierte bis 1971, als sie durch das heutige Reemtsma-Werk in Langenhagen ersetzt wurde.

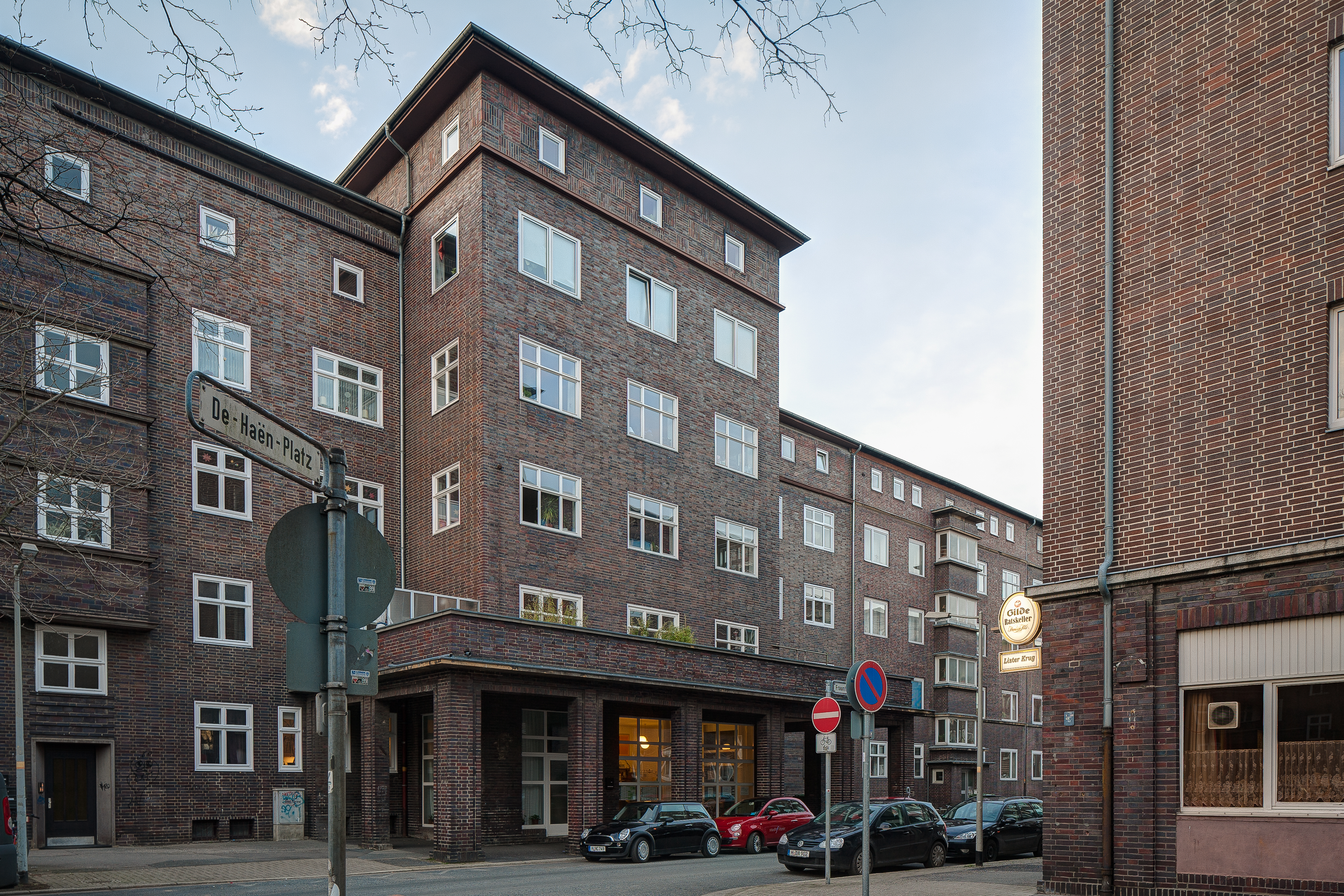
Wohnanlage am De-Haën-Platz, entstanden ab 1912 bzw. 1925

Viele große Unternehmen bevorzugten als Standort die freien Flächen entlang der Celler Chaussee, die seit 1904 Podbielskistraße heißt. Die Industrieansiedlungen in der Lister Feldmark lösten eine Nachfrage nach Wohnungen aus, das dörfliche Leben ging damit zu Ende. 1891 wurde die List nach Hannover eingemeindet. Zu dieser Zeit setzte der Wohnbau in großem Stil ein. Die hannoversche Städtebauförderung gab günstige Kredite und Zuschüsse besonders für Stuck und Ornamente, es entstanden vier- bis fünfgeschossige Bauten und Villen mit prunkvollen Fassaden im wilhelminischen Stil. Je näher die Bebauung der Eilenriede kam, desto repräsentativer wurde sie gestaltet.
Die Wohnungsnot nach dem Ersten Weltkrieg führte auch in der List zu einer starken Bautätigkeit in den 1920er Jahren. Eine charakteristische Wohnanlage entstand am De-Haën-Platz, wo sich bis zur Jahrhundertwende die Chemische Fabrik de Haën befand. Mit der Bebauung des Platzes wurde bereits 1912 begonnen, kriegsbedingt konnten die Arbeiten jedoch erst 1925 fortgesetzt werden. Nördlich der Podbielskistraße wurde ab 1927 die Siedlung Im Kreuzkampe errichtet. Das geschlossene Areal umfasst mehrere Straßenzüge, die einheitlich bebaut wurden.
1906 wurden die evangelischen Kirchen Markuskirche und Matthäuskirche eingeweiht, die katholische St.-Josephs-Kirche in einem dekorfreudigen neugotischen Stil entstand 1911/12. 1936 folgte die inzwischen profanierte katholische St.-Bruder-Konrad-Kirche und 1938 die evangelische Gethsemane-Kirche.
Im Zweiten Weltkrieg wurden einige der letzten Bauernhäuser des Dorfes List bei den Luftangriffen auf Hannover zerstört.

## Vahrenwald

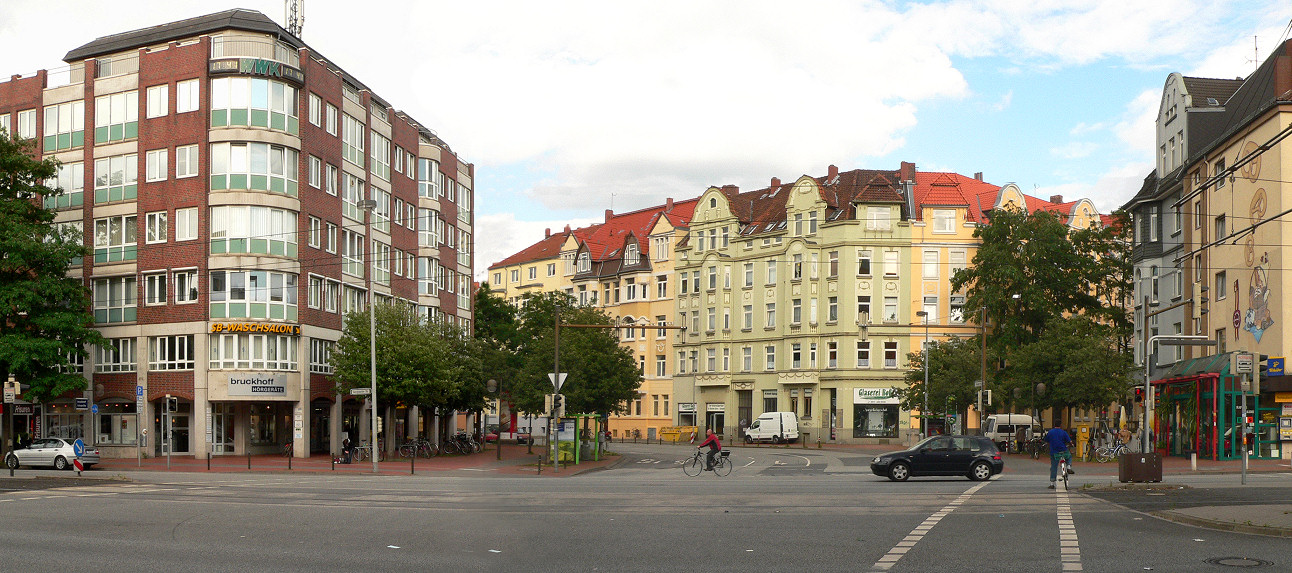
Vahrenwalder Platz

Der Stadtteil Vahrenwald schließt sich im Westen an den Stadtteil List an. Mitten durch ihn führt eine der größten hannoverschen Verkehrsachsen, die Vahrenwalder Straße. Sie verläuft als mehrspurige Ausfallstraße aus dem Stadtzentrum nach Norden Richtung Langenhagen zur A 2. Im südlichen Bereich der Straße befand sich bis Ende 2023 die Hauptverwaltung der Continental AG und der ContiTech AG.

An der Kreuzung der Vahrenwalder Straße mit der Werderstraße und der Philipsbornstraße befindet sich die U-Bahn-Station Werderstraße. Sie gehört zur B-Strecke der Stadtbahn. Bei der architektonischen Gestaltung der Station wurde Bezug genommen auf die hiesige Continental-Fabrik. Die Station wird bedient durch die Stadtbahnlinien 1, 2 und 8.
Nördlich davon liegt der Vahrenwalder Platz, der das Zentrum des Stadtteils bildet. Noch etwas weiter nördlich befinden sich das Freizeitheim Vahrenwald, das Vahrenwalder Bad und die evangelisch-lutherische Vahrenwalder Kirche.

### Geschichte

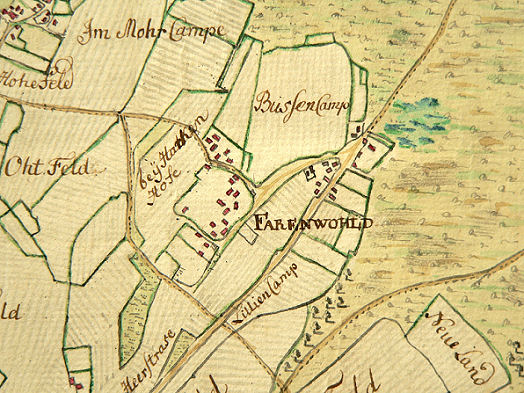
Karte des Dorfes Fahrenwohld, heute Vahrenwald, von 1771

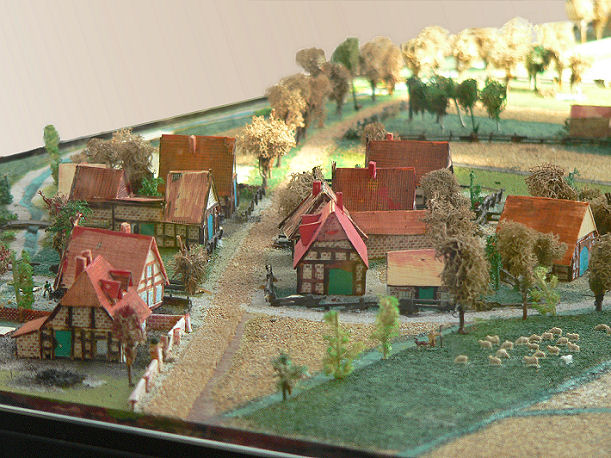
Dorfmodell um 1850 mit der heutigen Vahrenwalder Straße

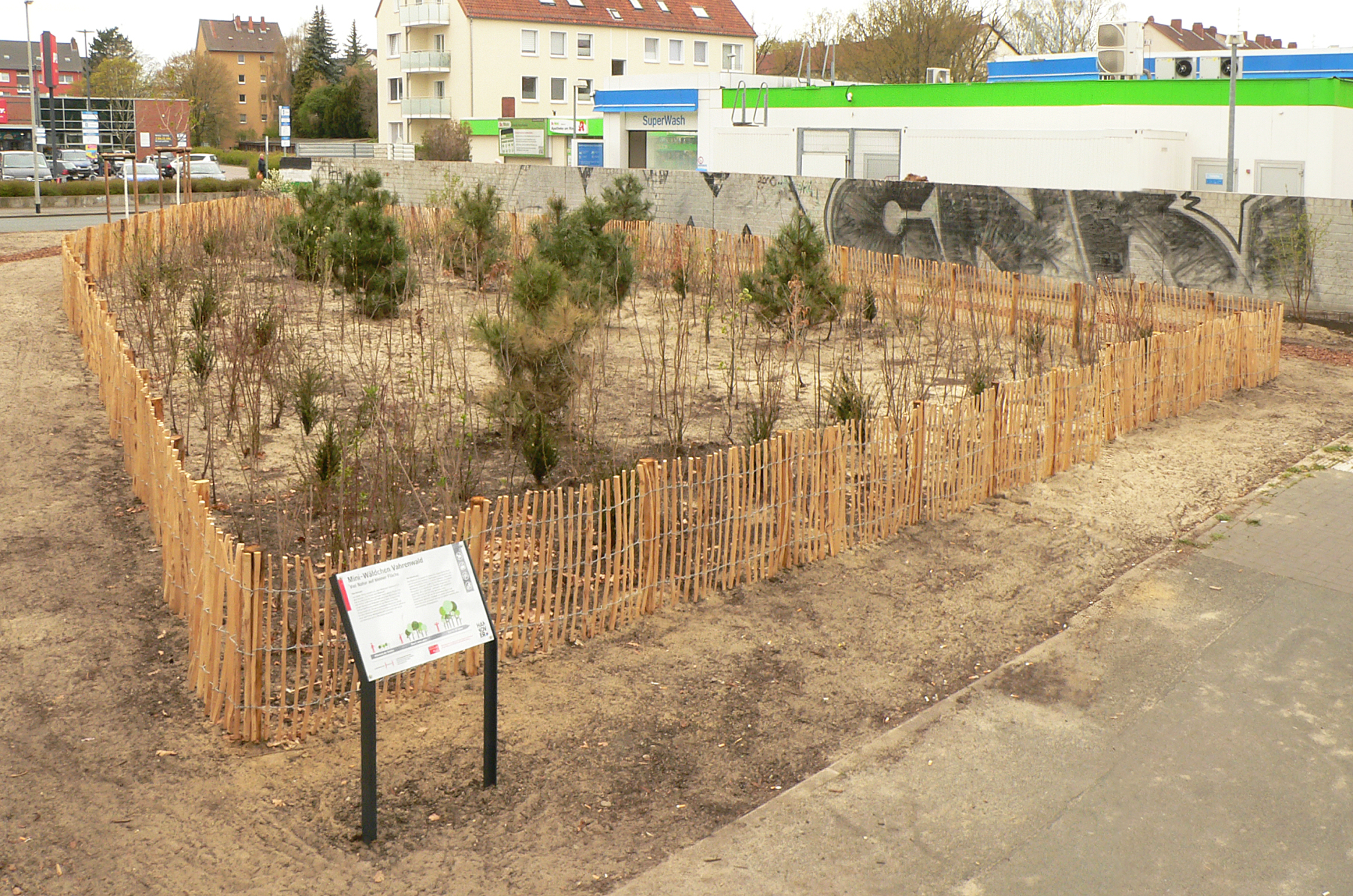
Tiny Forest in Vahrenwald

Das Dorf Vahrenwald wurde 1183 erstmals urkundlich als Vorenwalde bekannt, während Hannover bereits 20 Jahre zuvor 1163 als Honovere erwähnt wurde.
Einer weiteren Urkunde von 1266 zufolge, vermachte ein Prediger der hannoverschen Marktkirche einen Teil seiner Güter in Vorenwalde einer anderen Kirche.
Der Dorfname Vahrenwald ist wahrscheinlich aus Vor-dem-Wolde (vor dem Walde) abgeleitet. Am heutigen Kolonnenweg begann damals das Waldstück De grote Wald, das sich auf 30 km Länge in Richtung Westen in Höhe des heutigen Mittellandkanals bis nach Neustadt am Rübenberge ausdehnte.
Das damalige Dorf lag im Bereich der heutigen Rotermund-, Melanchthon- und Vahrenwalder Straße. Schon früh passierte eine Nord-Süd Heerstraße von Hamburg über Hannover nach Mainz den Ort. Damals hieß sie Stader Chaussee, heute ist es die Vahrenwalder Straße. Auf ihr zogen im Mittelalter Pilger aus Skandinavien in die Heilige Stadt Rom. Nach Norden gab es die großen Heideflächen (unfruchtbares Land) der Mecklenheide, auf denen später der Stadtteil Vahrenheide entstand.
Im Hexenprozess gegen Alheit Snur wurde sie am 8. Januar 1648 auf der Hinrichtungsstätte des Amtes Langenhagen zwischen Langenhagen und Vahrenwald durch den hannoverschen Scharfrichter Martin Vogt zunächst erwürgt, ihre Leiche danach verbrannt.
1689 zählte Vahrenwald 103 Bewohner. Mitte des 19. Jahrhunderts standen 17 Bauernhöfe in Vahrenwald. Um 1860 war es insgesamt 80 Gebäude und 308 Bewohner. Davon sind bis heute nur zwei Gebäude erhalten. 1876 hatte Vahrenwald schon fast 1.000 Bewohner. Zu dieser Zeit setzte die Ausdehnung der Großstadt Hannover durch den Bau von Kasernen ein, darunter eine Kaserne mit der preußischen Kavalleriereitschule, der späteren Kavallerieschule bzw. Heeres-Reitschule. Heute sind davon noch einzelne rote Backsteinbauten an der Dragonerstraße vorhanden, die sich in einem gut renovierten Zustand befinden. Darunter ist die Königliche Reithalle als eine von einst sieben Reithallen auf dem Gelände. In der Kaserne war im Anschluss an die militärische Nutzung ab 1950 bis 1994 das Kraftwagenbetriebswerk der Deutschen Bundesbahn (Kbw Hannover) beheimatet. Im westlichen Bereich des früheren Kasernengeländes direkt an der Vahrenwalder Straße entstanden das Vahrenwalder Freizeitheim (etwa 1960er Jahre) und das Vahrenwalder Bad von 1981. Von 1986 an wurde der Innenbereich der ehemaligen Kasernenanlagen in einen Stadtteilpark umgewandelt, der den Namen Vahrenwalder Park trägt.
Industriebetriebe folgten bald den Kasernenbauten, wie 1871 die Continental Gummiwerke. 1880 verkehrte eine Pferdebahn von Hannover über Vahrenwald nach Langenhagen. 1897 wurde die Strecke elektrifiziert.
1891 erfolgte die Eingemeindung nach Hannover. Auf der Vahrenwalder Heide entstand nach dem Ersten Weltkrieg der Flughafen Hannover-Vahrenwald. Im Zweiten Weltkrieg war Vahrenwald ein bevorzugtes Angriffsziel für alliierte Bomberverbände. Ziele waren u. a. die Continental-Werke als Rüstungsbetrieb, die Eisenbahnstrecke und der Flughafen. Durch den letzten großen Luftangriff auf Hannover, der Ende März 1945 etwa zwei Wochen vor Einnahme der Stadt durch amerikanische Truppen erfolgte, entstanden große Zerstörungen im Stadtteil. Der Flughafen wurde nach dem Zweiten Weltkrieg nicht wieder in Betrieb genommen. Stattdessen entstand hier der neue Stadtteil Vahrenheide.
2025 wurde in Vahrenwald ein Tiny Forest mit 430 Bäumen und Sträuchern auf einer Fläche von 310 Quadratmetern angelegt. Es ist das erste Wäldchen dieser Art in Hannover, das unmittelbar an der Grenze zum Stadtteil List liegt.

## Bezirksrat
Der Stadtbezirksrat Vahrenwald-List besteht aus 21 hierfür gewählten Mitgliedern. Die Sitzverteilung, die Mitglieder des Stadtbezirksrates und ihre Erreichbarkeit sind auf der Webseite Hannover.de dargestellt. Der Bezirksrat Vahrenwald-List tagt etwa achtmal im Jahr öffentlich, meistens entweder im Freizeitheim Vahrenwald oder im Freizeitheim Lister Turm.
Die Stadt Hannover hat in ihrer Hauptsatzung von der Möglichkeit des Niedersächsischen Kommunalverfassungsgesetzes Gebrauch gemacht, dass die Mitglieder des Rates, deren Wahlbereich ganz oder teilweise im jeweiligen Stadtbezirk liegt oder die dort wohnen, dem Stadtbezirksrat mit beratender Stimme angehören.
In seiner konstituierenden Sitzung am 18. November 2021 wählte der für eine Wahlperiode von fünf Jahren gewählte Bezirksrat Thorsten Baumert (Grüne) zum Bezirksbürgermeister und Susanne Stucke (SPD) zur Stellvertreterin. Das Amt der Bezirksbürgermeisterin hatte vor ihm Irma Walkling-Stehmann (SPD) zehn Jahre lang ausgeübt und nicht erneut für den Bezirksrat kandidiert.
Wahl 2021
Bei der Kommunalwahl vom 12. September 2021 verdrängte Bündnis 90/Die Grünen die SPD als stärkste Partei und erhielt 7 Sitze, die SPD nur noch 6 Sitze. Die CDU bekam 3 Sitze. FDP, Die Linke, Die PARTEI, Volt und AfD erreichten je einen Sitz. Von den in den Bezirksrat Gewählten sind elf Frauen und zehn Männer. Die elf Frauen gehören diesen Parteien an: Grüne vier, SPD drei sowie CDU, FDP, Linke und PARTEI je eine.
- Linke: 1
- PARTEI: 1
- SPD: 6
- Grüne: 7
- Volt: 1
- FDP: 1
- CDU: 3
- AfD: 1

Wahl 2016
Bei der Kommunalwahl vom 11. September 2016 wurde die SPD mit 34,5 % der Stimmen (7 Sitze) wieder die stärkste Partei im Stadtbezirk, die Grünen wurden mit 21,0 % zweitstärkste Partei (5 Sitze). Die CDU erreichte 19,6 % (4 Sitze), die AfD 7,9 % (2 Sitze), die Linke 6,4 % (1 Sitz), die FDP 2,4 % (1 Sitz) und die Piraten 2,4 % (1 Sitz).
- Linke: 1
- SPD: 7
- Grüne: 5
- Piraten: 1
- FDP: 1
- CDU: 4
- AfD: 2

## Bevölkerungsentwicklung

Einwohnerentwicklung in Stadtbezirk seit 2005

| Entwicklung der Bevölkerungszahl seit 2011 | Entwicklung der Bevölkerungszahl seit 2011 | Entwicklung der Bevölkerungszahl seit 2011 | Entwicklung der Bevölkerungszahl seit 2011 |
| ------------------------------------------ | ------------------------------------------ | ------------------------------------------ | ------------------------------------------ |
| Jahr                                       | List                                       | Vahrenwald                                 | Gesamt                                     |
| 2012                                       | 44.280                                     | 24.437                                     | 68.717                                     |
| 2013                                       | 44.577                                     | 24.743                                     | 69.320                                     |
| 2014                                       | 44.739                                     | 24.699                                     | 69.438                                     |
| 2015                                       | 45.236                                     | 24.935                                     | 70.171                                     |
| 2016                                       | 45.761                                     | 24.812                                     | 70.573                                     |
| 2017                                       | 45.783                                     | 24.937                                     | 70.720                                     |
| 2018                                       | 46.129                                     | 25.073                                     | 71.202                                     |
| 2019                                       | 46.198                                     | 24.902                                     | 71.100                                     |
| 2020                                       | 46.187                                     | 24.986                                     | 71.173                                     |
| 2021                                       | 46.105                                     | 25.115                                     | 71.220                                     |
| 2022                                       | 46.811                                     | 25.388                                     | 72.199                                     |